# Teenage Head (álbum de The Flamin' Groovies)
Teenage Head es el tercer álbum de estudio de la banda de rock estadounidense The Flamin' Groovies, publicado en marzo de 1971 a través de Kama Sutra Records. 
Lanzado el mismo año que el álbum Sticky Fingers de los Rolling Stones, Mick Jagger supuestamente notó las similitudes entre los álbumes y pensó que The Flamin' Groovies tomaron mejor el tema del blues clásico y el rock 'n' roll revisitado en un contexto moderno.

## Recepción de la crítica
Greg Beets de The Austin Chronicle describió a la canción que da nombre al álbum como un “clásico indiscutible” y un “himno resoplando y lascivo [que] captura la estética de bueno para ser malo de la juventud réproba tan prolíficamente como cualquier canción de rock jamás escrita”. En AllMusic, Mark Deming declaró: “Mientras que Flamingo rockea un poco más fuerte, Teenage Head es, en última instancia, el mejor álbum que Flamin' Groovies jamás haría, y después de que Roy Loney dejó la banda a los pocos meses de su lanzamiento, nunca volverían a sonar así”. Tom Sinclair de Entertainment Weekly lo calificó como “una cornucopia de rock Stonesy de bordes duros, rematado por esa gran canción proto-punk que da nombre al álbum. Ten en cuenta los cortes de bonificación (en su mayoría viejos de los años 50), y tiene todos los ingredientes para un tipo de amor groovie”.
En 2005, fue incluido en el libro 1001 discos que hay que escuchar antes de morir de Robert Dimery. También fue incluido en The MOJO Collection: The Greatest Albums of All Time de Jim Irving.

## Lista de canciones
Todas las canciones escritas y compuestas por Cyril Jordan y Roy A. Loney, excepto donde esta anotado. 
| Lado uno |                                         |          |  |
| N.º      | Título                                  | Duración |  |
| 1.       | «High Flyin' Baby»                      | 3:31     |  |
| 2.       | «City Lights»                           | 4:24     |  |
| 3.       | «Have You Seen My Baby?» (Randy Newman) | 2:51     |  |
| 4.       | «Yesterday's Numbers»                   | 3:57     |  |

| Lado dos |                                 |          |  |
| N.º      | Título                          | Duración |  |
| 1.       | «Teenage Head»                  | 2:51     |  |
| 2.       | «32-20» (Robert Johnson, Loney) | 2:04     |  |
| 3.       | «Evil Hearted Ada» (Loney)      | 3:19     |  |
| 4.       | «Doctor Boogie»                 | 2:32     |  |
| 5.       | «Whiskey Woman»                 | 4:46     |  |

- Los lados uno y dos fueron combinados como pista 1–9 en la reedición de CD.

| Bonus tracks (1999 Buddah Records reissue) |                                                                 |          |  |
| N.º                                        | Título                                                          | Duración |  |
| 10.                                        | «Shakin' All Over» (Johnny Kidd)                                | 6:05     |  |
| 11.                                        | «That'll Be the Day» (Jerry Allison, Buddy Holly, Norman Petty) | 2:21     |  |
| 12.                                        | «Louie Louie» (Richard Berry)                                   | 6:47     |  |
| 13.                                        | «Walkin' the Dog» (Rufus Thomas)                                | 3:41     |  |
| 14.                                        | «Scratch My Back» (Slim Harpo)                                  | 4:50     |  |
| 15.                                        | «Carol» (Chuck Berry)                                           | 3:15     |  |
| 16.                                        | «Going Out Theme»                                               | 3:04     |  |